# Diana Krall
Diana Jean Krall (Nanaimo, Brit Columbia, 1964. november 16. –) többszörös Grammy-díjas kanadai dzsesszénekes, dzsesszzongorista és zeneszerző.

## Élete
Zenész családban született. Édesapja, James Krall, dzsesszzongorista és nagy lemezgyűjtő. Hatalmas lemezgyűjteményét nem sajnálta megosztani lányával.
Diana Krall négyévesen kezdett zongorázni tanulni. Középiskolában egy kis dzsesszzenekarban zenélt, amelynek Brian Stovell nagybőgős volt a vezetője. Már 15 évesen Nanaimo éttermeiben lépett fel zongoristaként. A Vancouver-i Nemzetközi Dzsessz Fesztivál támogatásával 17 évesen ösztöndíjat nyert a bostoni Berklee College of Music-ra, ahol három szemesztert töltött. Boston egyik legelismertebb dzsesszzongoristája, Ray Santisi, volt a tanára.
Nanaimóban figyelt fel tehetségére a híres nagybőgős Ray Brown és a híres dobos Jeff Hamilton. Miután Brown és Hamilton hallotta játékát, rábeszélték, hogy költözzön Los Angelesbe, hogy a zongorista Jimmy Rowlesnál tanuljon. Jimmy Rowles biztatta arra, hogy énekeljen. 1990-ben Krall átköltözött New Yorkba, ahol saját triójával lépett fel. Első albumát Stepping Out címmel 1993-ban egy kanadai kiadó jelentette meg.
Édesanyja, Adella, mielóma multiplex betegségben hunyt el 2002-ben, ugyanebben az évben távoztak az élők sorából mentorai Ray Brown és Rosemary Clooney is. Húga, Michelle, aktívan támogatja karrierjében, többek között ő a Diana Krall Fanclub vezetője, és ügyeinek egyik fő intézője.
Elvis Costello brit zenésszel 2003. december 6-án házasodott össze Elton John londoni külvárosi birtokán. Ikreik születtek 2006. december 6-án New Yorkban, Dexter Henry Lorcan és Frank Harlan James.
Diana Krall háromszor járt Magyarországon.

## Diszkográfia
- 2020: This Dream of You
- 2018: Love Is Here to Stay – (Verve Records/Columbia Records)
- 2017: Turn Up The Quiet – (Verve Records)
- 2015: Wallflower – (Verve Records)
- 2012: Glad Rag Doll – (Verve Records)
- 2009: Quiet Nights – (Verve Records)
- 2006: From This Moment On – (Verve Records)
- 2005: Christmas Songs with the Clayton/Hamilton Jazz Orchestra – (Verve Records)
- 2004: The Girl in the Other Room – (Verve Records)
- 2002: Live in Paris – (Verve Records)
- 2001: The Look of Love – (Verve Records)
- 1999: When I Look in Your Eyes – (Verve Records)
- 1998: Have Yourself A Merry Little Christmas (EP) – (Impulse! Records)
- 1997: Love Scenes – (Impulse! Records)
- 1996: All for You: A Dedication to the Nat King Cole Trio – (Impulse! Records)
- 1995: Only Trust Your Heart – (GRP Records)
- 1993: Stepping Out – (Justin Time Records)
- 1989: Heartdrops with Vince Benedetti – (TCB, unauthorized)

## DVD-k

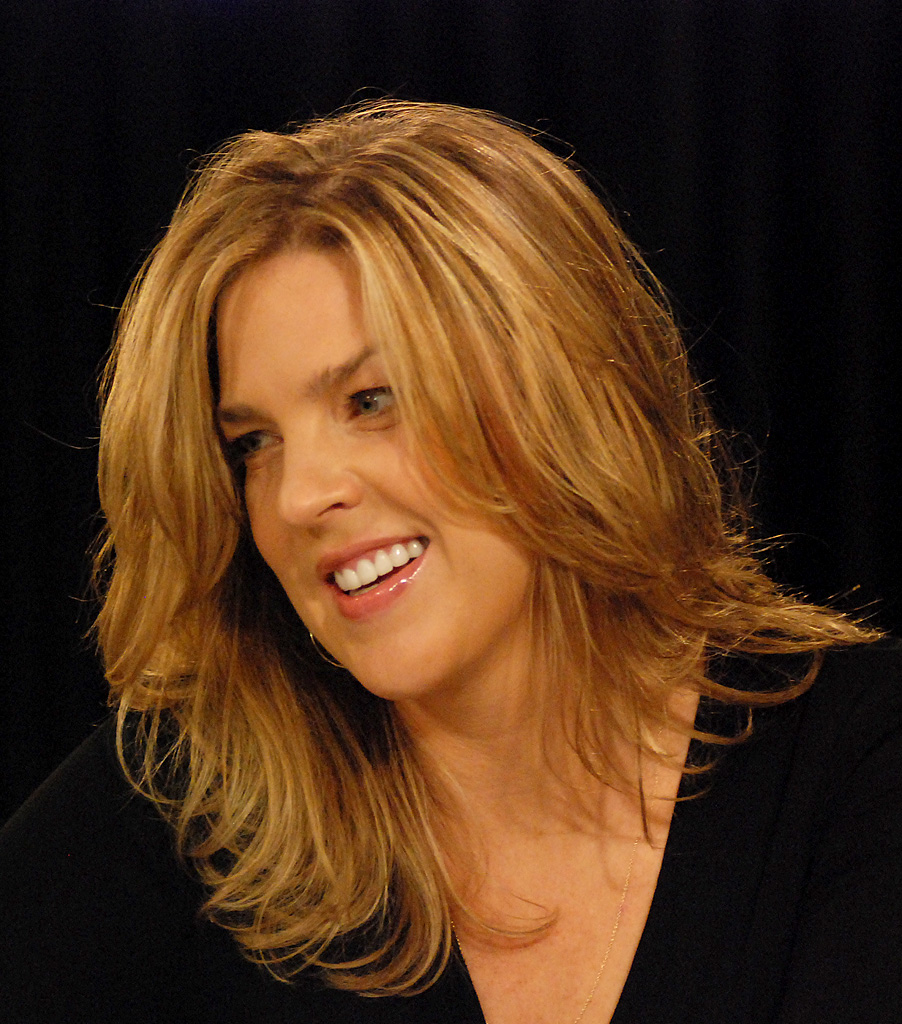
Toronto, 2007

- 2004 – Live at the Montreal Jazz Festival – (Verve Records)
- 2002 – Live in Paris – (Eagle Records, Pioneer DVD)

## Díjak
- Grammy-díj
  - 1999 díj: legjobb énekes jazz felvétel (When I Look in Your Eyes c. album)[4]
  - 2000 díj: When I Look in Your Eyes album – legjobb énekes jazz album; és hangmérnöki
  - 2002 díj: legjobb énekes jazz album (Live in Paris c. album)[4]
  - 2009 díj: legjobb (Quiet Nights c. album)[4]
  - 2010 díj: Quiet Nights album – Best Instrumental Arrangement Accompanying Vocalist